# 多田光雄
多田 光雄（ただ みつお、1918年11月19日 - 1987年3月26日）は日本の政治家。
元衆議院議員（日本共産党公認、通算2期）。日本共産党北海道副委員長、道平和委員会副会長、道原水協副委員長、日朝協会道副会長などを歴任した。

## 来歴
北海道空知郡上砂川町出身。東京帝国大学文学部英文科を卒業後、1942年に徴兵されるが、戦後はシベリアに抑留される。ソ連から帰国後の1948年、日本共産党へ入党。党美唄地区委員長や北海道委員会統一戦線部長などを経て、1972年の衆院選で北海道1区から出馬し初当選するが、1976年の衆院選で次点に終わる。1979年の衆院選で返り咲きを果たす。1980年の衆院選に落選して以後は、地盤を児玉健次に譲り政界から引退する。
1987年3月26日、胆嚢がんのため北海道札幌市の勤医協中央病院で死去。68歳。